# كتلبة بنيونية
كتلبة بنيونية (الاسم العلمي:Catalpa bignonioides) هي نوع من النباتات تتبع جنس الكتلبة من الفصيلة البنيونية.